# Clepticus africanus
Clepticus africanus är en fiskart som beskrevs av Heiser, Moura och Robertson 2000. Clepticus africanus ingår i släktet Clepticus och familjen läppfiskar. IUCN kategoriserar arten globalt som otillräckligt studerad. Inga underarter finns listade i Catalogue of Life.